# Rasihia
Rasihia là một chi bướm đêm thuộc họ Noctuidae.